# Tiedekulma
Le coin de la science (finnois : Tiedekulma, anglais : Think corner) est un espace événementiel et de travailler de groupe de l'Université d'Helsinki en Finlande,,,.

## Présentation
La surface du bâtiment est de 13 332 m2.
Le coin des sciences est un lieu de rencontre ouvert à tous au cœur d’Helsinki, à l'adresse Yliopistonkatu 4.
Le Coin des sciences fournit des installations, des services et des programmes dont l'objectif est de faire émerger de nouvelles idées et de nouvelles activités créatives. 
Les espaces polyvalents sont une source d'inspiration pour apprendre ensemble, travailler en équipe et participer à des rencontres engageantes. Chacun peut réserver des espaces pour le travail ou des événements, ou simplement venir voir ce qui se passe dans le centre.
Au rez de chaussée se trouve le café, qui sert également le déjeuner, des collations, des boissons et des services de conférence. 
Le programme du coin des sciences fournit des informations et permet l'instauration de dialogues conviviaux. Les experts, les chercheurs, les influenceurs et le public se rencontrent sur la scène d’environ 200 places. 
Des événements thématiques, des démonstrations  sont organisés sur une multitude de sujets.

## Histoire
En 2012, Helsinki est la capitale mondiale du design. 
Dans ce cadre, l'université d'Helsinki, ouvre le premier coin des sciences rue Aleksanterinkatu 7, dans le but de faire découvrir aux scientifiques et aux autres parties prenantes de la science, ses propres projets de capitale de la conception.
La première année du Coin des sciences sera un succès, avec plus de 700 présentations et plus de 400 ateliers sur divers thèmes scientifiques.
L'espace, aux grandes baies vitrées, semblait illuminer tout le coin d'Aleksanterinkatu et de Fabianinkatu, avec 300 à 500 visiteurs par jour. 
Les commentaires positifs reçus concernant le Coin des sciences ont incité l'université d'Helsinki à prendre la décision de poursuivre ses activités après l'événement capitale mondiale de la conception.
En juin 2013, pendant la rénovation du bâtiment d'Aleksanterinkatu, le coin des sciences est transféré à Porthania jusqu'à l'achèvement des travaux de rénovation en avril 2015.
L'espace étant devenu trop petit, l'universite décide d'installer le coin de la science dans l'ancien bâtiment administratif de l'université à Yliopistonkatu 4.
La rénovation du bâtiment est conçue par JKMM Architectes, elle débute en février 2016 et s'achève à l'automne 2017.

## Galerie

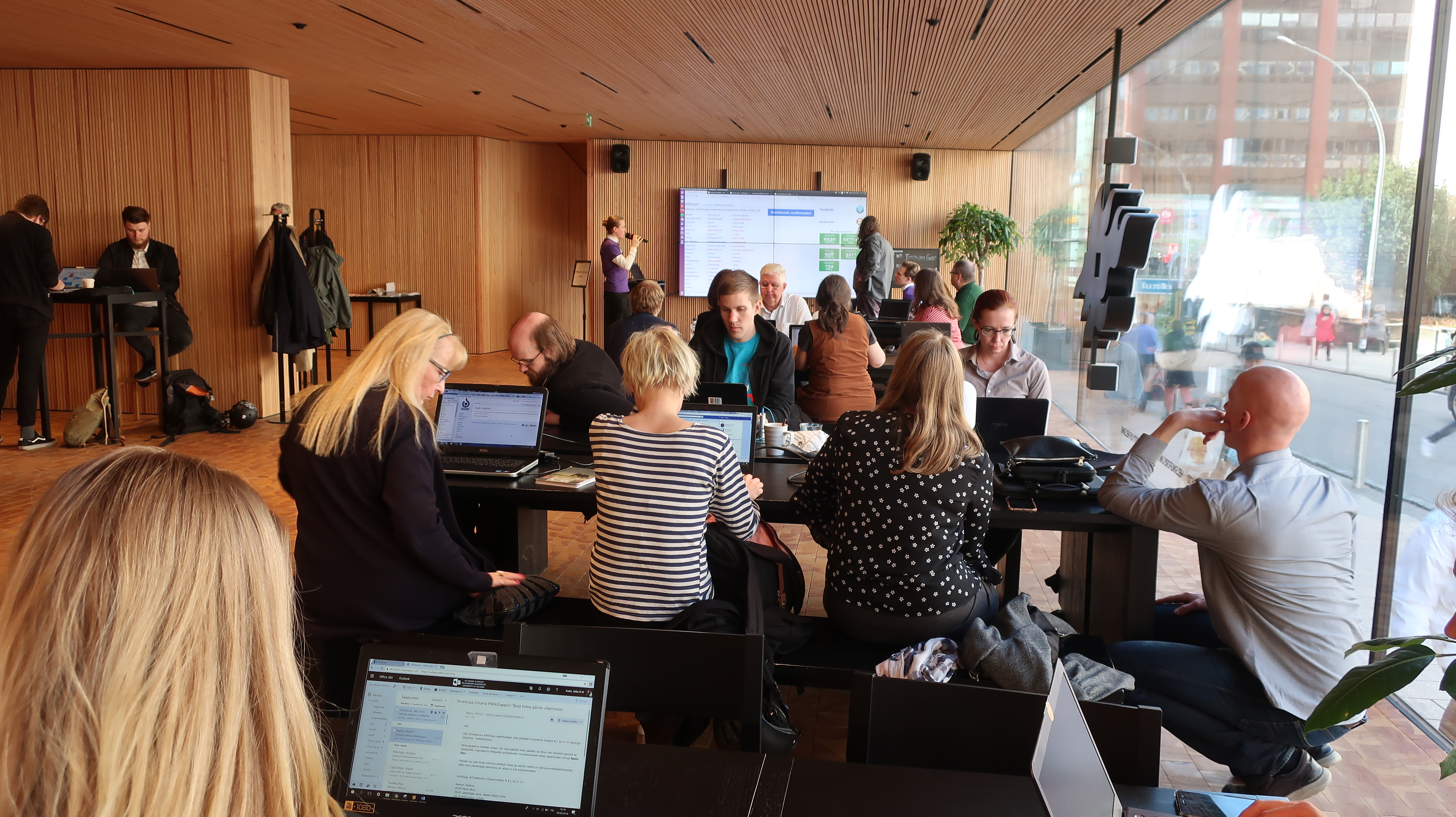
Événement WikiGap 2018.
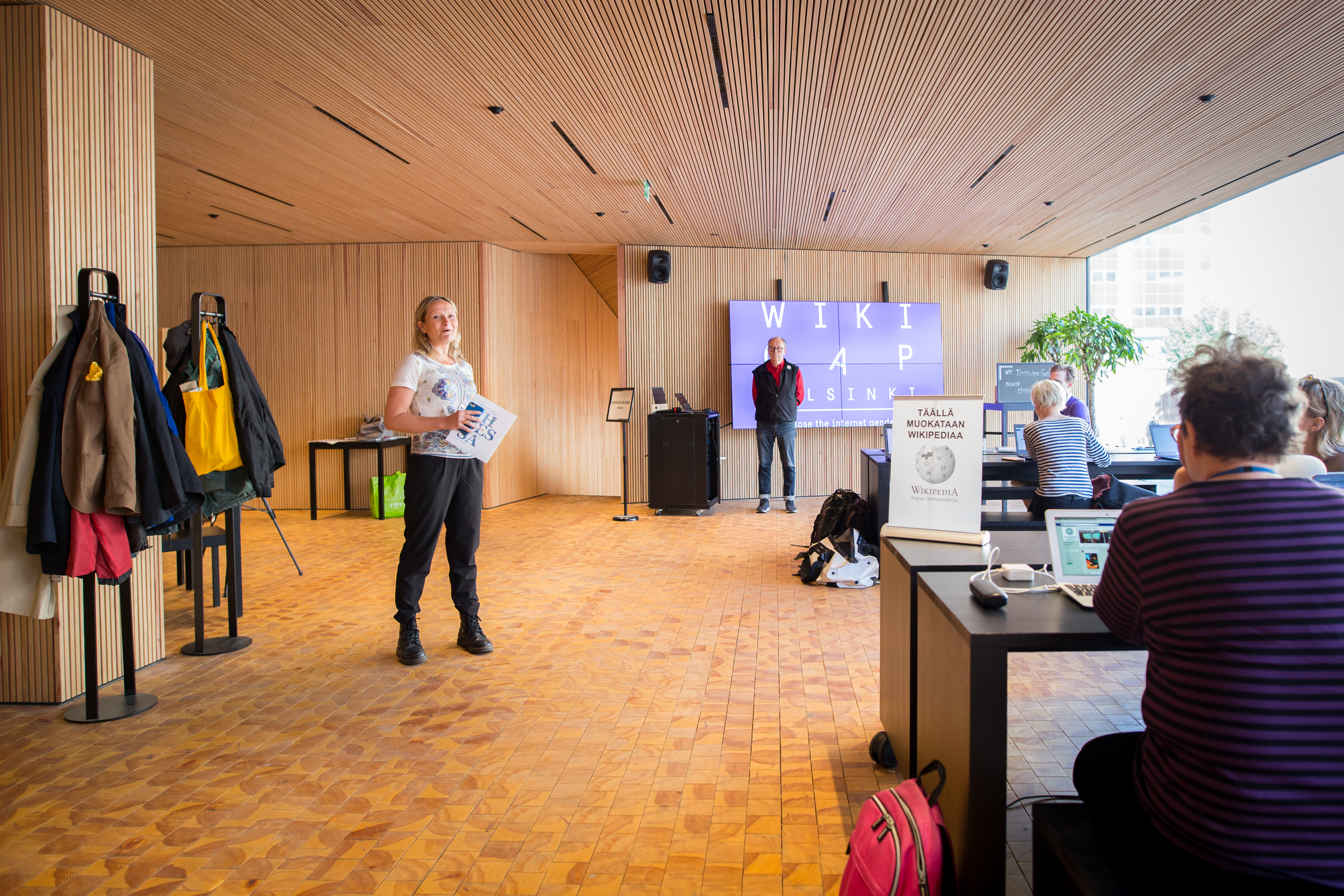
Événement WikiGap 2018.